# Sarothroceras tessmanni
Sarothroceras tessmanni är en fjärilsart som beskrevs av M.Gaede 1914. Sarothroceras tessmanni ingår i släktet Sarothroceras och familjen nattflyn. Inga underarter finns listade.